# Кузнецов, Константин Васильевич
Константин Васильевич Кузнецов (25 марта (6 апреля) 1886 — 30 ноября 1943) — русский и советский художник, книжный иллюстратор, гравёр, художник-аниматор. Один из первых иллюстраторов сказок в советской России. Работал преимущественно в изобретённой им технике гравюры на картоне.

## Биография
Родился в деревне Починки Васильсурского уезда Нижегородской губернии (нынче Юринский район Марий Эл) в крестьянской семье. В юности служил приказчиком на лесных промыслах в Ветлуге. Увлёкся живописью под влиянием двоюродного брата — известного русского художника, профессора Академии художеств Леонида Овсянникова, под руководством которого самостоятельно освоил рисунок и гравировальные техники. Также посещал Рисовальную школу при Императорском обществе поощрения художеств. Выпускник петербургской гимназии, учился в Психоневрологическом институте, но не окончил его.
С 1910 по 1913 выполнял эскизы кустарных игрушек (барыни, казаки, кони), которые экспонировались на выставках Общества независимых художников в Париже. Сотрудничал с рядом печатных изданий в качестве иллюстратора, в том числе с журналами «Новый Сатирикон», «Аполлон» и «Русская икона». Рисовал шаржи для театральных афиш и программ, однако из-за болезни был вынужден покинуть Петербург и переехать в Пятигорск, где поступил на службу на телефонную станцию.
После Октябрьской революции участвовал в создании Кавказских «Окон РОСТА» («Окна КавРОСТа»). В 1922 году переехал в Москву. В последующие годы работал иллюстратором книг для издательств «Детгиз», «ГИЗ», «Молодая гвардия», «Советский писатель» и других, сотрудничал с журналами «Красная Нива», «Весёлые картинки», «Мурзилка». В 1930-е гг. руководил детским изокружком в отделе пропаганды детской книги Музея народного образования РСФСР, работал оформителем Московского Музея детской книги. Кроме того, ему принадлежит цикл рисунков «Древняя Русь» (1933), юмористические серии «Брем наизнанку» (1939—1940) и «Приключения Бабая» (1942—1943), а также ряд антифашистских гравюр и рисунков на тему гражданской войны в Испании.
Параллельно он создавал станковые литографии и гравюры на сказочные темы при помощи разработанного им способа: гравирование сухой иглой по картону с подкраской акварелью или пастелью. Работал в техниках ксилографии, стеклографии, литографии, линогравюры и монотипии, много экспериментировал. Во время работы в Музее детской книги организовал детский кружок, в котором учил ребят изготовлению и печати книг. Вместе с художницей Екатериной Зонненштраль издал обучающую книгу для дошкольников и их родителей «Я печатник» (1932), где в развлекательной форме приподносятся основы книгопечатания.
Главное место в творчестве Константина Васильевича всегда занимали иллюстрации русских народных сказок, таких как «Волк и семеро козлят», «Иван-царевич и серый волк», «О молодильных яблоках и живой воде», «Теремок» и множества других, а также сказок Александра Пушкина, Сергея Аксакова, Павла Бажова, Самуила Маршака, Агнии Барто и других русских и советских писателей. Всего Кузнецов оформил свыше двухсот книг, многие из которых переиздавались после его смерти.

С 1938 года пробует себя в мультипликации. Как художник-постановщик участвовал в создании фильма «Сказка о царе Салтане» (1943), эскизы к которому были созданы ещё до начала Великой Отечественной войны. Также в его фильмографии присутствуют мультфильмы «Айболит» (1938) и «Колотушка» (1940) (возможно, выпускались под другими названиями). Режиссёр Иван Ивано-Вано в своей книге «Кадр за кадром» так отзывался о творчестве художника:
«Первым серьёзным толчком к пересмотру цветовых художественных концепций наших фильмов (особенно тех, в основе которых лежала русская сказка) послужили великолепные красочные эскизы К. Кузнецова к фильму «Сказка о царе Салтане» (1943, реж. В. и 3. Брумберг). Он выполнил их ещё до эвакуации студии в Самарканд. Художественная выразительность этих эскизов была такова, что издательство «Детская литература» выпустило сказку Пушкина, иллюстрировав её рисунками К. Кузнецова. Непосредственная яркость, присущая сказочности, соединялась в них с какой-то неизъяснимой нежностью. Они были глубоко национальны по самому своему духу, без привычной нарочитой стилизации».
Работы Кузнецова экспонировались на различных всесоюзных и зарубежных выставках, в том числе в рамках Международной выставки «Искусство книги» в Лейпциге и Нюрнберге (1927), выставки «Новые способы ручного печатания в полиграфическом производстве» в Третьяковской галерее, организованной Анатолием Бакушинским в 1933 году, на выставках советской графики в Хельсинки, Таллине, Стокгольме и Гётеборге (1934), в галерее Блумсбери (1938) и в Нью-Йорке (1940).
Член Союза художников СССР с 1937 года.
Скончался 30 ноября 1943 года от туберкулёза — болезни, которой он переболел ещё в юные годы, обострившейся во время войны.
В 1949 году в Москве прошла мемориальная выставка произведений Кузнецова. В 1950 году одновременно вышли две монографии, посвящённые жизни и творчеству художника: «К. В. Кузнецов» искусствоведа Марии Холодовской и статья «Константин Васильевич Кузнецов» искусствоведа Алексея Коростина. Его произведения присутствуют во многих музейных собраниях, в том числе в ГМИИ им. А. С. Пушкина и Государственном Русском музее.

## Галерея

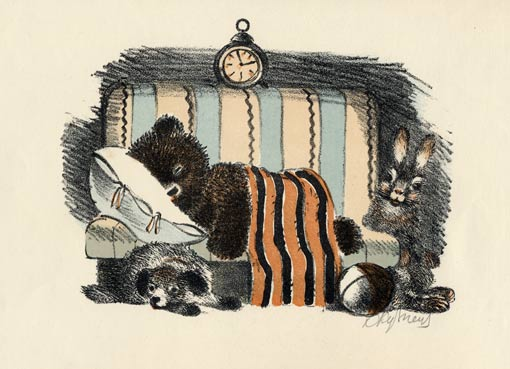
Кузнецов К. В. Иллюстрации к книге "Игрушки"
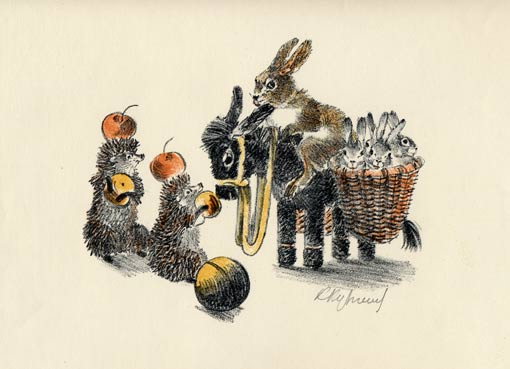
Иллюстрации к книге "Игрушки"
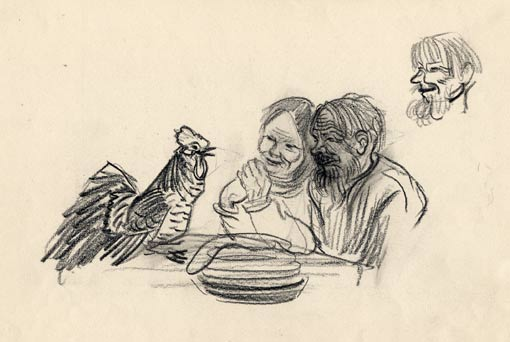
Иллюстрации к сказке. 1938
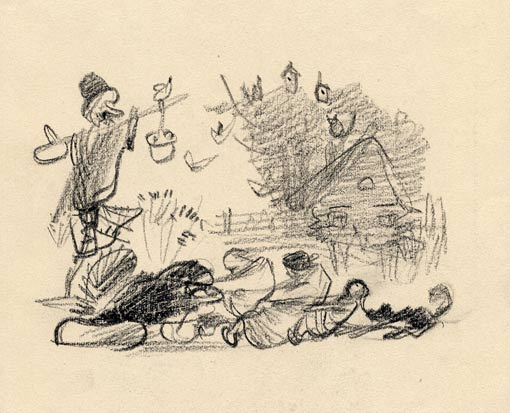
Эскиз иллюстрации к сказке
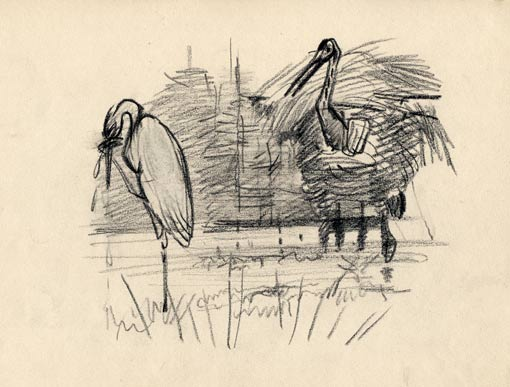
Эскиз иллюстрации к сказке
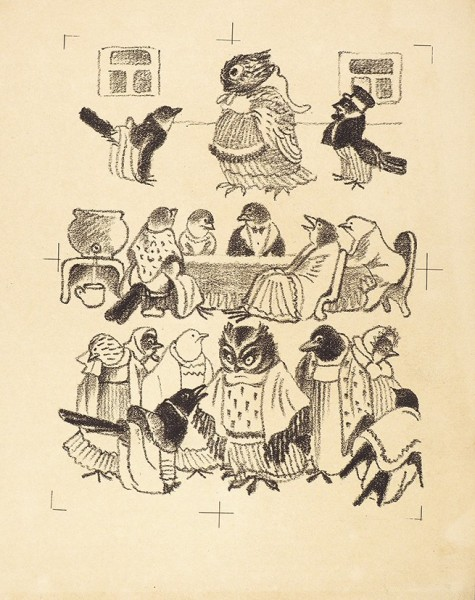
Иллюстрация к Сказке о Глупом мышонке